# Guerra ruso-persa (1804-1813)
La guerra ruso-persa de 1804–1813, una de las muchas guerras entre el Imperio persa y el Imperio ruso, empezó como una disputa territorial. El sah persa, Fath Ali, quería consolidar los territorios más al norte de su imperio asegurando la región cerca a la costa suroeste del mar Caspio (actual Azerbaiyán) y la Transcaucasia (actual Georgia y Armenia). 
Como su contraparte persa, el zar ruso Alejandro I también era nuevo en el trono y estaba igualmente determinado a controlar los territorios disputados. La guerra terminó con el Tratado de Gulistán que cedió la vasta mayoría de los territorios en disputa al Imperio ruso.

## Antecedentes
Los orígenes de la guerra ruso-persa pueden ser rastreados hasta la decisión del zar Pablo I de anexarse Georgia en diciembre de 1800 y, tras el asesinato de Pablo el 11 de marzo de 1801, la política seguida por su sucesor. El nuevo zar del Imperio ruso, Alejandro I, estaba ansioso por controlar los territorios vecinos para expandir su imperio sobre los kanatos del Cáucaso oriental. Unos años antes en Persia, Fath Ali Shah, también se había convertido en el nuevo Sah tras el asesinato de su tío, Aga Muhammad Khan, en 1797. Durante su reinado, Muhammad había matado a todos sus enemigos en las regiones de las actuales Georgia y Azerbaiyán y había reclamado los territorios como pertenecientes a Persia. De forma simultánea, Rusia se había anexado formalmente la región de Georgia, para permitir el tránsito y comercio irrestricto entre las regiones y Rusia, e intentó legitimar públicamente su anexión.
Persia estaba tratando de alinearse con Francia en 1801 para mejorar su posición en caso de una guerra con Rusia, aunque estos intentos fracasaron. Irónicamente, Fath Alí Sah consiguió en cambio un trato con el Reino Unido que proveyó a Persia apoyo militar de tropas indo-británicas a cambio de evitar que cualquier país europeo entrara en la India. Con esta alianza, Persia entró en guerra con una Rusia pre-ocupada militarmente que tenía sus intereses concentrados en las Guerras Napoleónicas. 
En 1803, el recientemente nombrado comandante de las fuerzas rusas en el Cáucaso, Pável Tsitsiánov, atacó Ganja y capturó su ciudadela el 15 de enero de 1804. Su gobernador, Javad Khan Qajar, fue asesinado y gran cantidad de habitantes fue masacrada. El gobernante kayar, Fath Alí Sah, consideró la amenaza rusa sobre Armenia, Karabaj y Azerbaiyán no solo como una fuente de inestabilidad en su frontera noroccidental, sino como un desafío directo de la autoridad kayar. Si bien Persia entró en guerra principalmente con el objetivo de recapturar la mayor parte del Cáucaso, Azerbaiyán y Georgia, Fath Alí Sah había escuchado sobre las atrocidades que habían cometido los rusos en Georgia y pretendió eliminar un gobierno caracterizado «por la extorsión masiva y la mala administración».

## Desarrollo del conflicto
Numéricamente, las fuerzas persas tenían una ventaja considerable durante la guerra: un ratio de 5 a 1 sobre sus adversarios rusos; sin embargo, las fuerzas persas estaban tecnológicamente atrasadas y poco entrenadas, un problema que el gobierno persa no reconoció hasta un momento muy posterior. A pesar de estas desventajas incapacitantes, la lucha continuó en el norte de Persia, Azerbaiyán y regiones de Georgia. Persia declaró una yihad contra Rusia y demandó que su pueblo se uniera para luchar contra ellos.
De hecho, Persia estaba perdiendo la guerra y solicitó ayuda militar y financiera de la Francia de Napoleón, con quien tenían una alianza; sin embargo, las relaciones de Francia con Rusia eran mucho más importantes para ellos desde que ambos países firmaron el Tratado de Tilsit en 1807, por lo que Francia no acudió al llamado persa.
La batalla de Aslanduz, el 31 de octubre de 1812, fue el punto de quiebre en la guerra, ya que resultó en la completa destrucción del ejército persa y dejó a Fath Ali Shah sin alternativas, excepto firmar el tratado de Gulistán.